# Carel Struycken

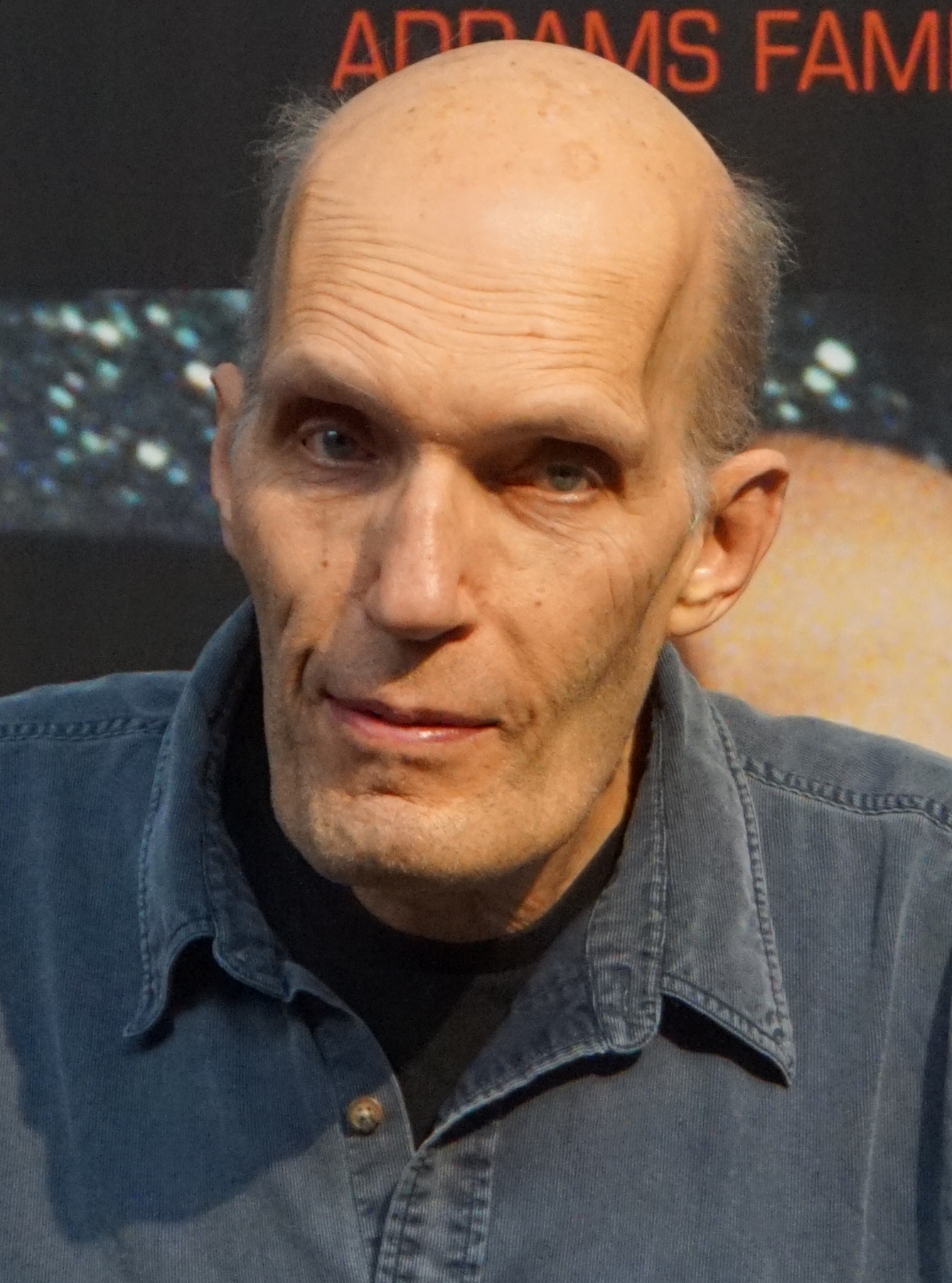
Carel Struycken (2016)

Carel Struycken (IPA ˈkɑrəɫ ˈstrœykən); (* 30. Juli 1948 in Den Haag) ist ein niederländischer Filmschauspieler. Bekannt ist er wegen seiner durch die Krankheit Akromegalie verursachten außergewöhnlichen Körpergröße von 2,13 m.

## Leben
Im Alter von vier Jahren zog Struycken mit seiner Familie nach Curaçao, einer Insel in der Karibik, wo er bis 1964 lebte. Danach kehrte er in die Niederlande zurück, wo er zunächst die Hochschule beendete. Es folgten eine Ausbildung an der Amsterdamer Schauspielschule und ein einjähriges Praktikum am American Film Institute in Los Angeles.
Im Anschluss daran arbeitete Struycken eng mit Regisseur und Drehbuchautor Rene Daalder zusammen. Doch er wurde erst 1977 für sein Filmdebüt entdeckt, das in Sgt. Pepper’s Lonely Hearts Club Band erfolgte, einem Abenteuerfilm, unter anderem mit den Bee Gees.
In seiner Freizeit setzt er sich kreativ mit der Panoramafotografie auseinander.

## Rollen
Bekanntheit erlangte Struycken insbesondere durch die Rolle des Riesen, der sich später selbst als „Feuermann“ bezeichnet, in der Serie Twin Peaks. Des Weiteren weisen seine Rollen Ähnlichkeiten mit denen des amerikanischen Schauspielers Ted Cassidy auf, der ebenfalls an Akromegalie litt. Unter anderem spielten beide in Folgen von Star Trek mit, Struycken verkörperte den Butler Mr. Homn in mehreren Folgen der Star-Trek-Serie Raumschiff Enterprise – Das nächste Jahrhundert und einen Gastcharakter in einer Episode von Star Trek: Raumschiff Voyager, und beide den Butler Lurch in verschiedenen Adaptionen der Addams Family. In dem Film Das Spiel, eine Verfilmung des gleichnamigen Romans von Stephen King, spielt er den ebenfalls an Akromegalie leidenden Bösewicht Raymund Andrew Joubert.

## Filmografie (Auswahl)

### Fernsehserien
- 1987–1992: Raumschiff Enterprise: Das nächste Jahrhundert (Star Trek: The Next Generation)
- 1990–1991, 2017: Twin Peaks (9 Episoden)
- 1994: Babylon 5
- 1996: Star Trek: Raumschiff Voyager (Star Trek: Voyager)
- 2002: Charmed – Zauberhafte Hexen (Charmed)
- 2006: My Name is Earl
- 2010: Cold Case – Kein Opfer ist je vergessen (Cold Case, Folge: Metamorphose)
- 2014: The Blacklist

### Spielfilme
- 1978: Sgt. Pepper’s Lonely Hearts Club Band
- 1985: Kampf um Endor (Ewoks: The Battle for Endor)
- 1987: Die Hexen von Eastwick (The Witches of Eastwick)
- 1991: Addams Family (The Addams Family)
- 1993: Die gefährliche Reise zum Mittelpunkt der Erde (Journey to the Center of the Earth)
- 1993: Die Addams Family in verrückter Tradition (Addams Family Values)
- 1994: Alien Desperados (Oblivion, Welcome to Oblivion)
- 1997: Men in Black
- 1998: Addams Family – Und die lieben Verwandten (Addams Family Reunion)
- 2017: Das Spiel (Gerald’s Game)
- 2019: Doctor Sleeps Erwachen (Doctor Sleep)

### Als Drehbuchautor
- 1980: Go West, Young Man – Regie: Urs Egger